# Van Hool
Van Hool N.V. è stata un'azienda belga attiva nella produzione di autobus, filobus e rimorchi per autocarri, venduta nel 2024 a VDL Groep per la divisione autobus e a Schmitz Cargobull per la divisione rimorchi in seguito al suo fallimento.

## Storia
Nel 1947 Bernard Van Hool fondò un'azienda a conduzione familiare per la costruzione e vendita di pullman gran turismo, ribattezzata nel 1954 Van Hool en Zonen (ovvero Van Hool e Figli). Proprio negli anni '50, in seguito ad un generalizzato declino del mercato europeo, iniziò la propria attività in Africa a partire dal Congo belga.

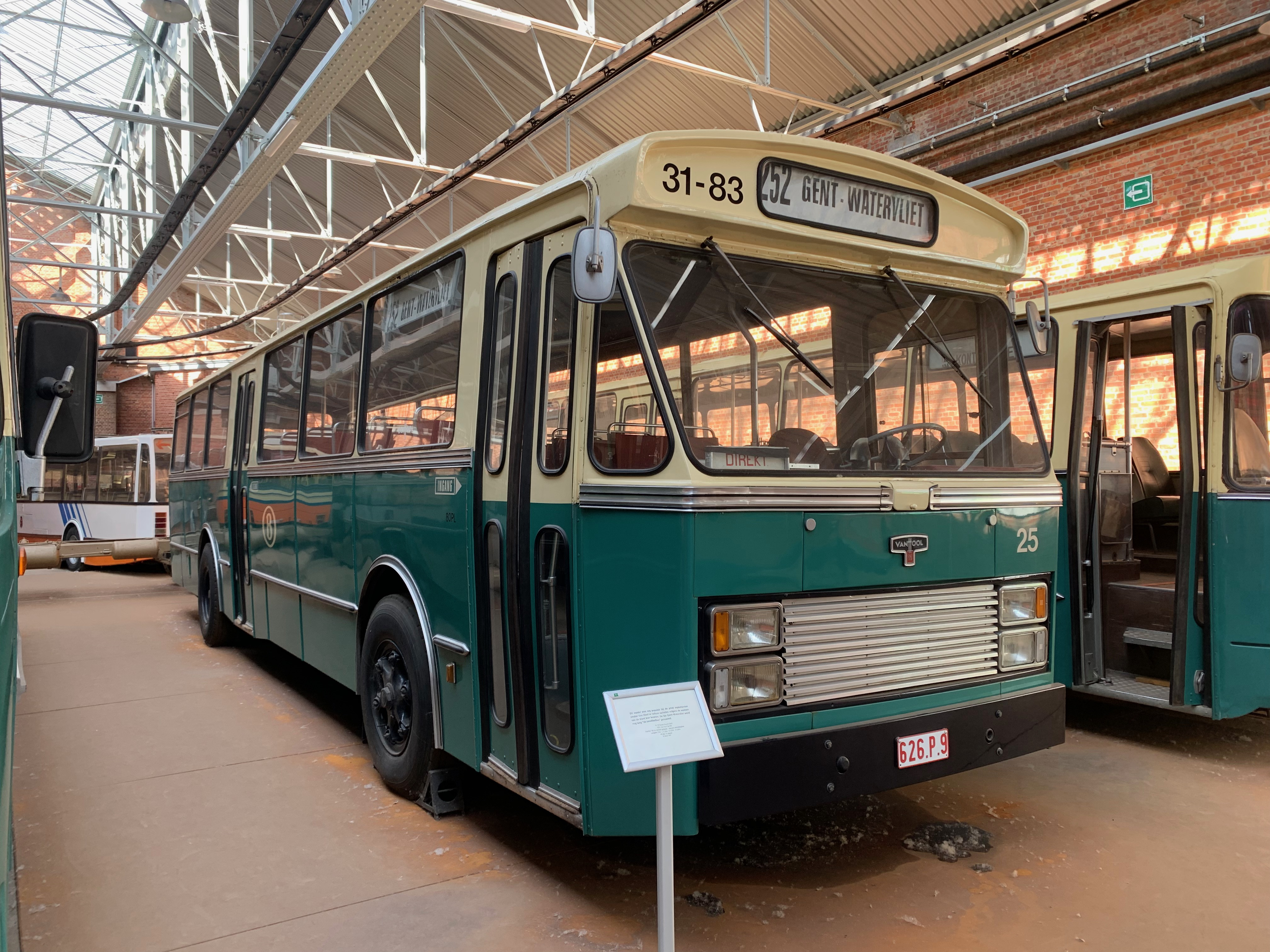
Autobus con marchio Van Hool-Fiat.

Nel 1957 l'azienda firmò un importante contratto commerciale con l'italiana Fiat Veicoli Industriali per poter utilizzare vari componenti meccanici FIAT per la costruzione di autobus e autocarri con marchio Van Hool-Fiat. Immediatamente i prodotti nati dalla collaborazione Van Hool-Fiat ebbero un immenso successo: già in agosto 1957 il centesimo autobus Van Hool-Fiat fu consegnato, e in luglio 1961 il traguardo dei 500 autobus Van Hool-Fiat era raggiunto. Nel 1981, Van Hool mise un termine alla sua lunga collaborazione con la divisione V. I. della Fiat. Il suo statuto di costruttore indipendente si affermò ancora di più. Sono più di 10.000 gli autobus prodotti col marchio Van Hool-Fiat.

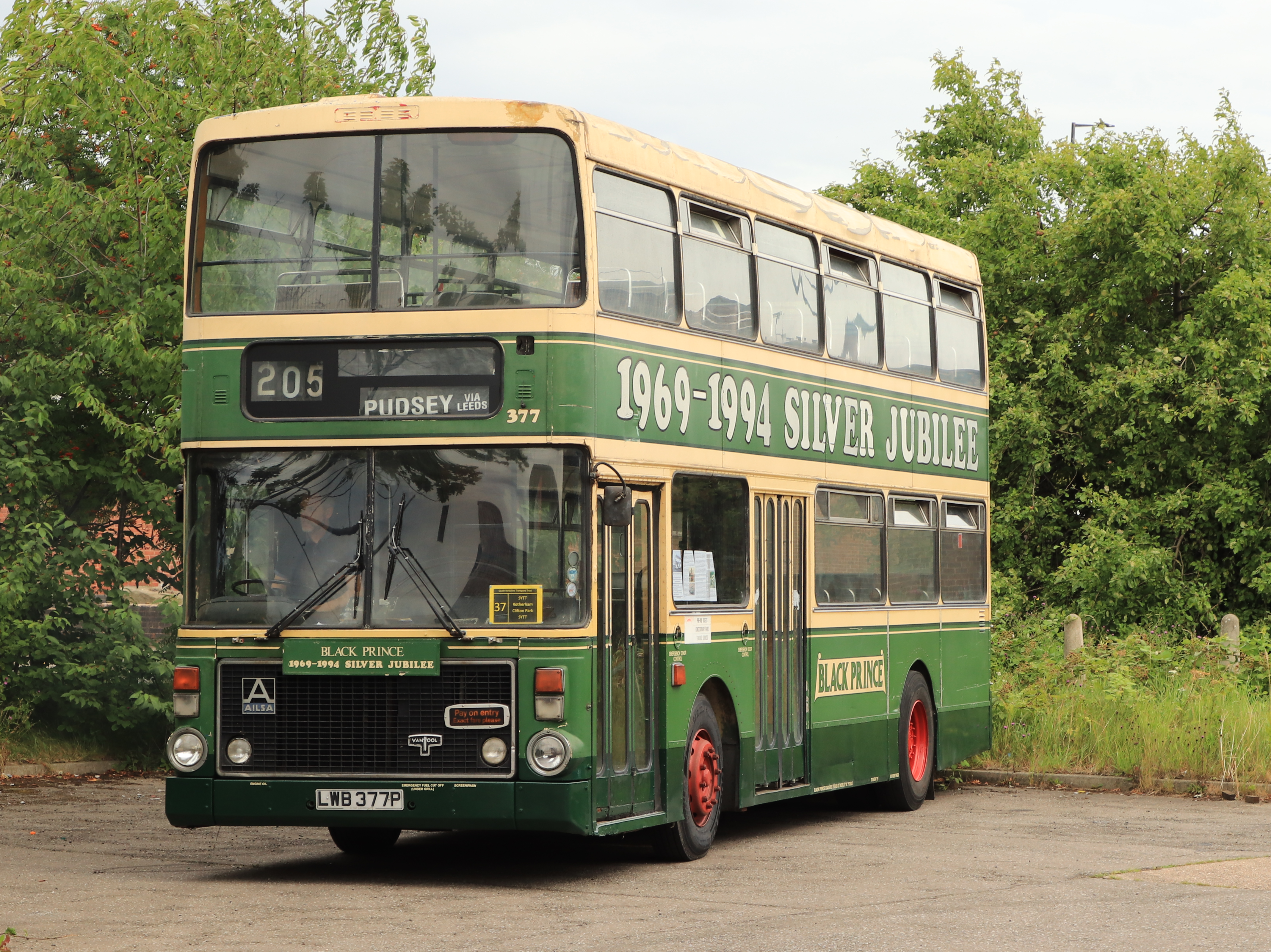
Autobus bipiano Van Hool McArdle H44/31D su telaio Volvo Ailsa B55 di Black Prince Buses

Nel 1972 formò una joint venture col costruttore irlandese Thomas McArdle, denominata Van Hool McArdle Ltd., per rilevare lo stabilimento produttivo dell'operatore di trasporto pubblico irlandese CIÉ a Palmerstown. L'azienda produsse 268 autobus tra il 1973 e il 1976, destinati a CIÉ, anche se alcuni esemplari furono venduti anche ad altri operatori irlandesi e britannici, ma chiudette i battenti nel 1978 al termine del contratto con CIÉ.

Tra gli anni '80 e '90 l'azienda lanciò diversi modelli destinati sia all'ambito del trasporto pubblico locale che pullman gran turismo, diffondendosi sia in altri paesi europei, tra cui il Regno Unito dove alcuni modelli furono premiati come pullman dell'anno nell'ambito dello UK Coach Rally, e asiatici, entrando nel mercato giapponese con l'importazione di alcuni Astromega da parte del gruppo Meitetsu e di Hato Bus.

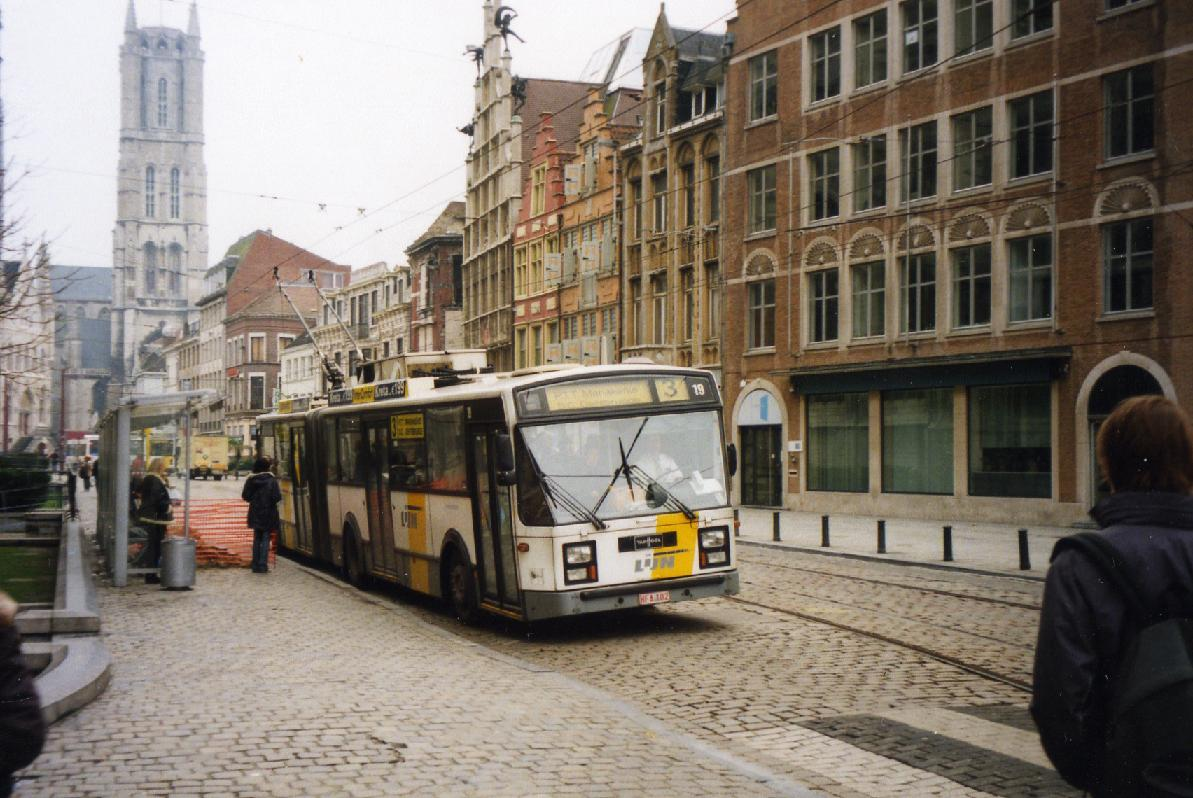
Filosnodato Van Hool AG280T n° 19 sulla linea 3 di De Lijn a Gand

Negli anni '80 l'azienda produsse un esemplare di autosnodato TG821 Alligator soprannominato Jumbulance. Questo pullman entrò nel 1984 nel Guinness dei primati detenendo per i successivi 25 anni il titolo di più grande ambulanza al mondo.
Nel 1990 ha acquistato il costruttore belga LAG Bus, continuando per circa un decennio la produzione della serie EOS.
Dopo un lungo periodo di crisi economica, aggravate anche dalle lotte legali tra gli eredi del fondatore, l'azienda è stata dichiarata insolvente nel 2024 e le sue attività sono state vendute a VDL Groep per il settore autobus (VDL Van Hool) e a Schmitz Cargobull per la divisione rimorchi (Van Hool Industrial Vehicles).

## Produzione
Nell'ambito della produzione di autobus e filobus l'azienda aveva adottato un chiaro sistema di denominazione alfanumerico basato sulle caratteristiche del veicolo: la lettera "A" contrassegnava in generale l'autobus urbano; la lettera "G" contrassegnava un veicolo autosnodato (dalla parola olandese "geleed"); la lettera "T", utilizzata in ambito urbano, contrassegnava invece i filobus; dopo le lettere vi era il numero di tre cifre, che contrassegnava l'altezza del pianale in millimetri.
Anche i pullman gran turismo venivano contrassegnati con una sigla alfanumerica composta: dalla lettera "T" (dalla parola olandese "touringcar") e eventualmente dalla lettera "D" per evidenziare i pullman bipiano (dalla parola olandese "dubbeldek"); le cifre successive indicavano la serie (8 o 9) e il numero massimo di file di posti. Oltre alla sigla alfanumerica, alcune serie di pullman sono state contrassegnate con dei marchi specifici tra cui Acron, Alicron e Astromega.
I veicoli destinati al trasporto pubblico si sono diffusi prevalentemente in Europa occidentale, soprattutto in Belgio, Francia, Italia, Paesi Bassi e Regno Unito, oltre che in Asia, Nordafrica e negli Stati Uniti d'America.

### Autobus urbani

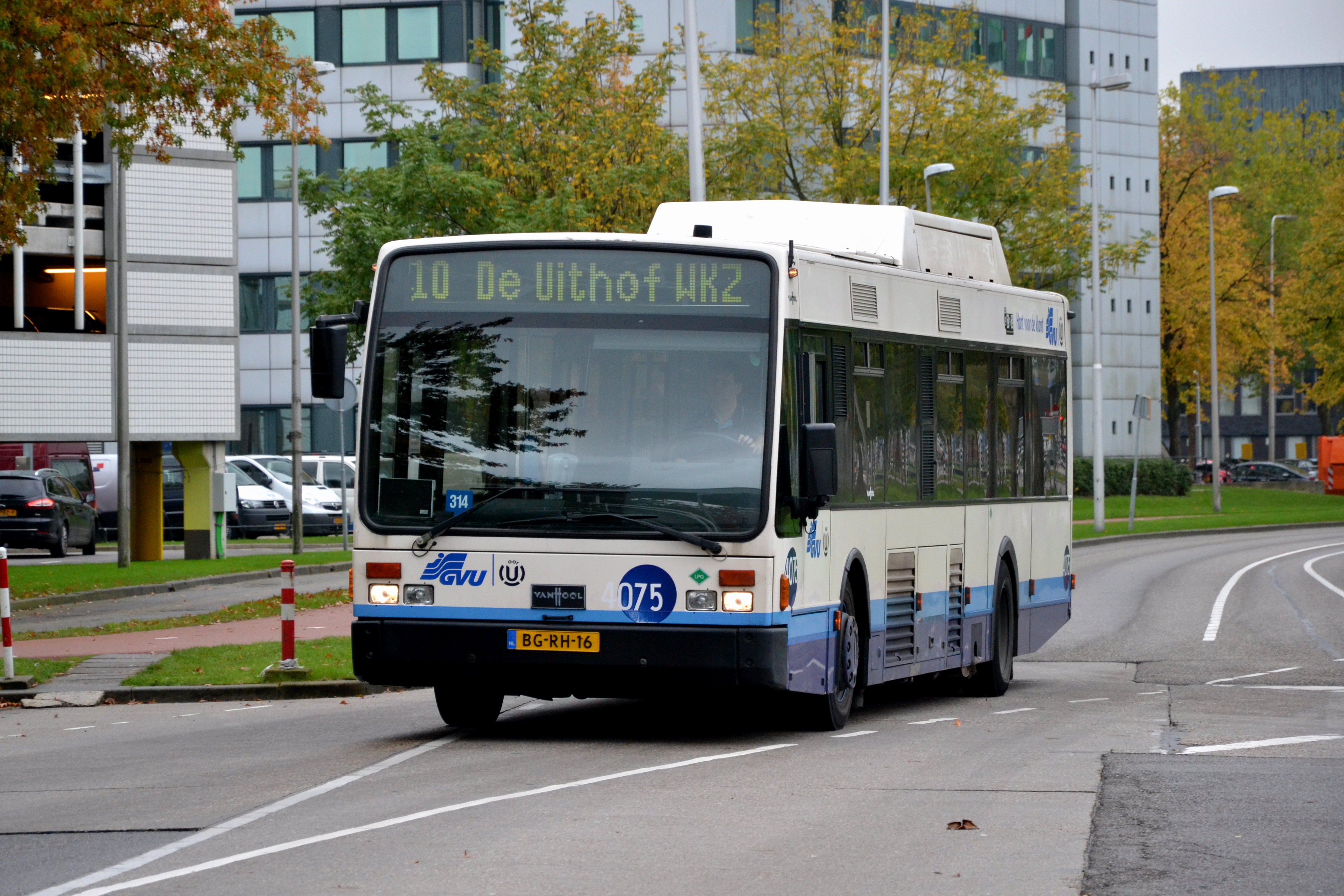
Van Hool A300 n° 4075 di GVU in servizio sulla linea 10 a Utrecht.

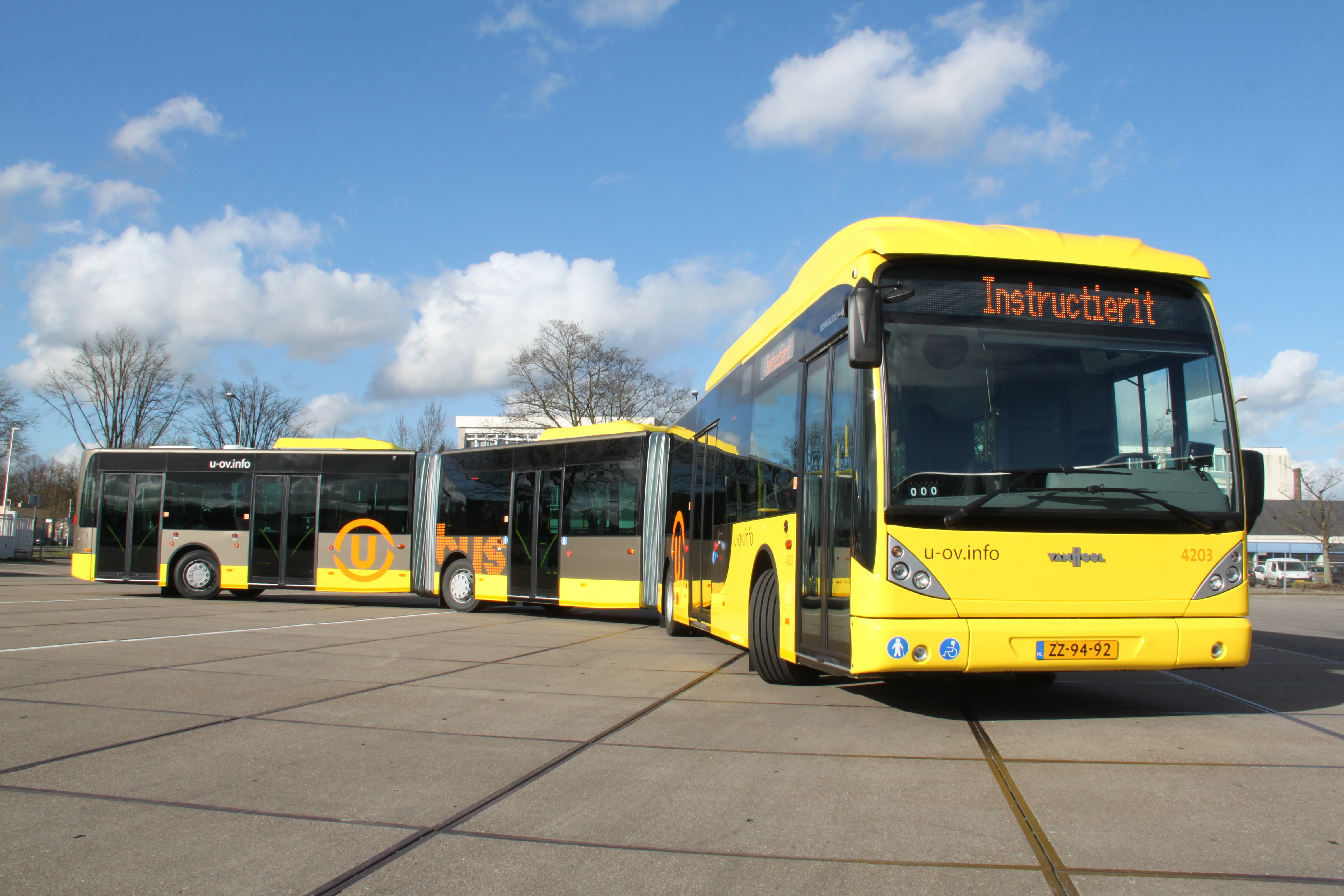
Utrecht: jumbobus di Qbuzz Van Hool AGG300

- Van Hool A280
- Van Hool A300
- Van Hool A308
- Van Hool A309
- Van Hool A330
- Van Hool A360
- Van Hool A500 (1985-?)
- Van Hool AG300
- Utrecht: jumbobus di Qbuzz Van Hool AGG300Van Hool AGG300
- Van Hool AP
- Van Hool ExquiCity (2011-2024)
- Van Hool Linea (1992-1999)
- Van Hool Tzen4

### Filobus
- Van Hool A330T
- Van Hool AG280T (1987-1988)
- Van Hool AG300T

### Pullman

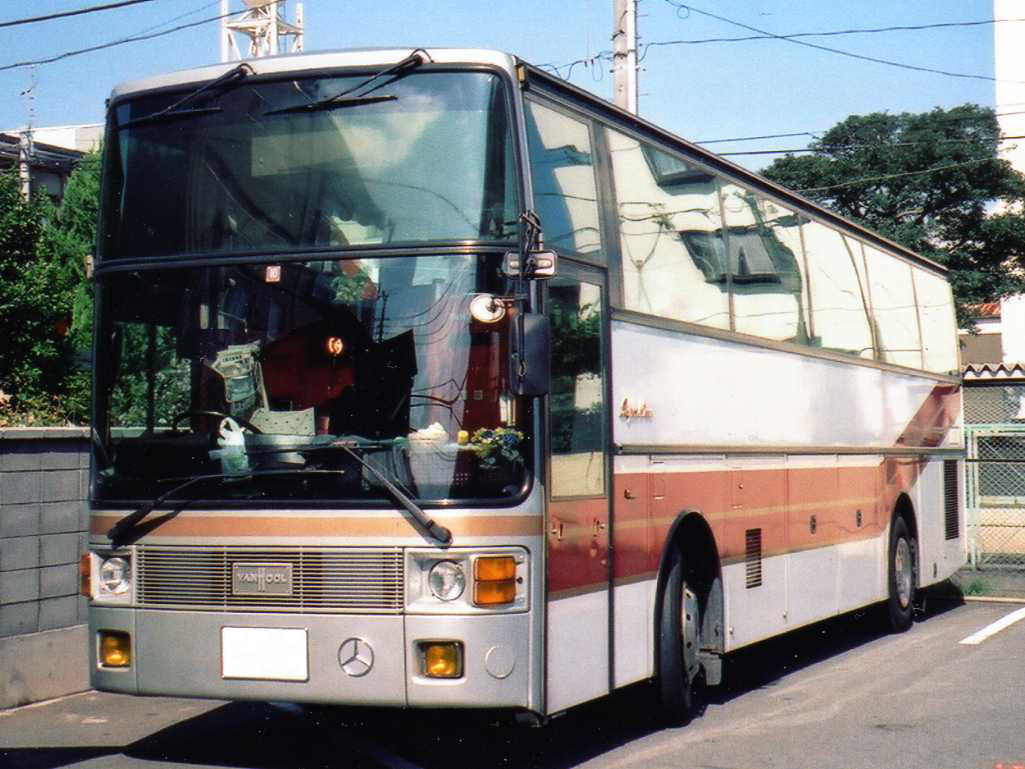
Pullman turistico Van Hool T815 Acron su telaio Mercedes-Benz

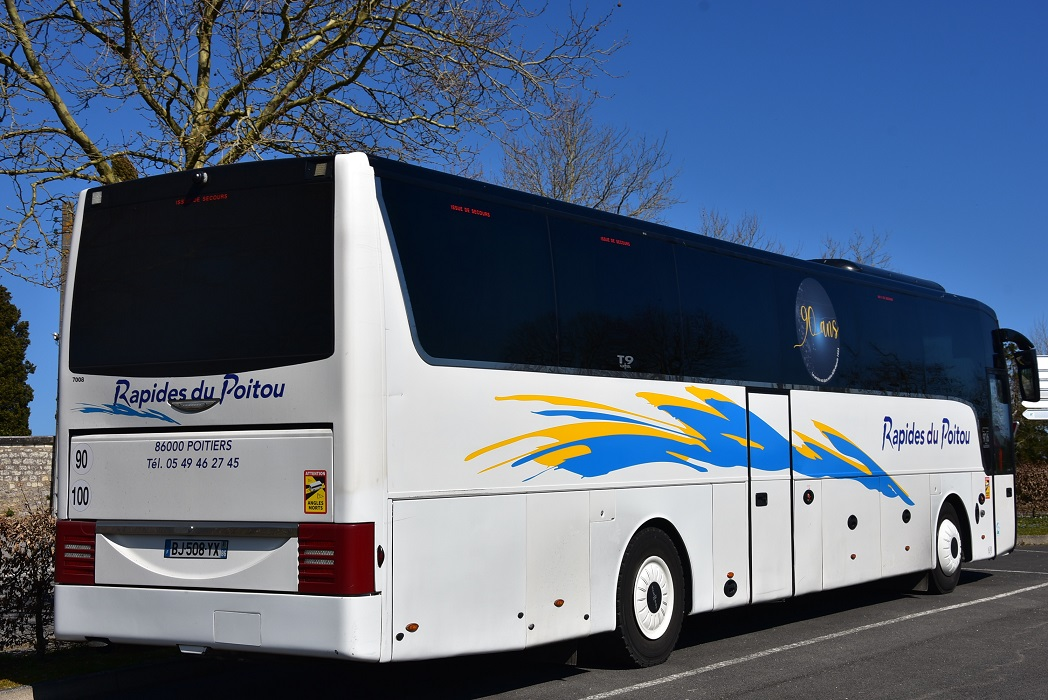
Van Hool T916 Alicron (2010), Francia

- Van Hool EX
- Van Hool T8
- Van Hool T9
- Van Hool TX